# Communauté de communes du Mené
Die Communauté de communes du Mené ist ein ehemaliger französischer Gemeindeverband mit der Rechtsform einer Communauté de communes im Département Côtes-d’Armor, dessen Verwaltungssitz sich in dem Ort Collinée befand. Sein Einzugsgebiet lag im Südosten des Départements. Der am 31. Dezember 1999 gegründete Gemeindeverband bestand aus sieben Gemeinden und zählte 6.453 (Stand 2012) auf einer Fläche von 163,2 km²
Mit Wirkung vom 1. Januar 2016 wurde der Gemeindeverband aufgelöst und in eine Commune nouvelle unter dem Namen Le Mené transformiert.

## Mitgliedsgemeinden
Der Communauté de communes du Mené gehörten alle sechs Gemeinden des ehemaligen Kantons Collinée und eine Gemeinde des ehemaligen Kantons Plouguenast an:
1. Collinée
2. Le Gouray
3. Langourla
4. Plessala
5. Saint-Gilles-du-Mené
6. Saint-Gouéno
7. Saint-Jacut-du-Mené